# Tibor Weißenborn
Tibor Weißenborn (West-Berlijn, 20 maart 1981) is een Duits hockeyer. Met de Duitse hockeyploeg won hij twee keer goud op het WK en een keer op de Olympische Spelen.
Weißenborn begon zijn hockeycarrière in Berlijn bij Berliner HC waarvoor hij tot 2004 speelde. Via Gladbacher HTC kwam hij in Nederland terecht bij HC Bloemendaal. Met die club werd hij in 2006 en 2007 kampioen van Nederland. Na dat kampioenschap vertrok de middenvelder naar Rot-Weiss Köln.
Op 24 maart 1999 debuteerde Weißenborn in de Duitse hockeyploeg in een vriendschappelijke wedstrijd in en tegen Nederland (4-4). Met de Duitse ploeg heeft hij alles gewonnen wat er te winnen viel. In 1999 en 2003 won hij goud op het EK. In 2002 en 2006 pakte hij het goud met Duitsland op het WK en in 2007 ook bij de Champions Trophy. Het goud bij de Olympische Spelen in 2008 completeren het palmeres van de Duitse hockeyinternational. In dat jaar nam hij dan ook gepast afscheid van de nationale ploeg, aangezien er voor Weißenborn niks meer te winnen viel. Hij heeft 324 interlands op zijn naam geschreven, waarvan hij er 17 bij de nationale zaalhockeyploeg heeft gespeeld.

## Erelijst
- 1998 –  Europees kampioenschap junioren in Posen
- 1999 –  Europees kampioenschap in Padova
- 2000 –  Champions Trophy in Amstelveen
- 2000 – 5e Olympische Spelen in Sydney
- 2001 –  EK zaalhockey in Luzern
- 2001 –  Champions Trophy in Rotterdam
- 2001 –  Wereldkampioenschap junioren in Hobart
- 2002 –  WK hockey in Kuala Lumpur
- 2002 –  Champions Trophy in Keulen
- 2003 –  EK zaalhockey in Santander
- 2003 –  WK zaalhockey in Leipzig
- 2003 –  Europees kampioenschap in Barcelona
- 2004 –  Olympische Spelen in Athene
- 2005 –  Europees kampioenschap in Leipzig
- 2005 – 4e Champions Trophy in Chennai
- 2006 –  Champions Trophy in Terrassa
- 2006 –  WK hockey in Mönchengladbach
- 2007 – 4e Europees kampioenschap in Manchester
- 2007 –  Champions Trophy in Kuala Lumpur
- 2008 –  Olympisch kwalificatietoernooi, Kakamigahara
- 2008 – 5e Champions Trophy in Rotterdam
- 2008 –  Olympische Spelen in Peking

## Onderscheidingen
- 2001 – FIH Junior Player of the World

Clemens Arnold · 
Christoph Bechmann · 
Philipp Crone · 
Oliver Domke · 
Christoph Eimer · 
Björn Emmerling · 
Michael Green · 
Florian Kunz · 
Christian Mayerhöfer  · 
Björn Michel · 
Sascha Reinelt · 
Christopher Reitz · 
Ulrich Moissl · 
Christian Wein · 
Tibor Weißenborn · 
Matthias Witthaus · 
Coach: Paul Lissek
Clemens Arnold · 
Christoph Bechmann · 
Sebastian Biederlack · 
Philipp Crone · 
Eike Duckwitz · 
Christoph Eimer · 
Björn Emmerling · 
Florian Kunz  · 
Björn Michel · 
Sascha Reinelt · 
Justus Scharowsky · 
Ulrich Moissl · 
Christian Schulte · 
Tibor Weißenborn · 
Timo Weß · 
Matthias Witthaus · 
Christopher Zeller · 
Coach: Bernhard Peters
Sebastian Biederlack · 
Moritz Fürste · 
Tobias Hauke · 
Florian Keller · 
Oliver Korn · 
Niklas Meinert · 
Jan-Marco Montag · 
Maximilian Müller · 
Carlos Nevado · 
Max Weinhold · 
Tibor Weißenborn · 
Benjamin Weß · 
Timo Weß  · 
Philip Witte · 
Matthias Witthaus · 
Christopher Zeller · 
Philipp Zeller · 
Coach: Markus Weise